# Praebebalia
Praebebalia is een geslacht van kreeftachtigen uit de klasse van de Malacostraca (hogere kreeftachtigen).

## Soorten
- Praebebalia dondonae Chen, 1989
- Praebebalia extensiva Rathbun, 1911
- Praebebalia fasciata (Ihle, 1918)
- Praebebalia fujianensis Chen & S.-H. Fang, 2000
- Praebebalia kumanoensis Sakai, 1983
- Praebebalia longidactyla Yokoya, 1933
- Praebebalia madagascariensis Galil, 2001
- Praebebalia magna Galil, 2001
- Praebebalia mosakiana Sakai, 1965
- Praebebalia nanhaiensis Chen & Sun, 2002
- Praebebalia pisiformis Ihle, 1918
- Praebebalia septemspinosa Sakai, 1983
- Praebebalia sikokuensis (Yokoya, 1933)
- Praebebalia taeniata Takeda, 1977